# 樹元織江
樹元織江（1979年1月26日—）是日本女性聲優、演員。東京都出身。

## 演出作品

### 舞台
- 永遠のアセリア
- THE! CreRo-

### 電視動畫
(※粗體為主要角色。)
2005年
- 光速蒙面俠21（アナウンス）
- 奥さまは魔法少女（後藤小百合）
- 魔女的考驗（石田マユ、あやめ）
- 極速攝殺（クラスメイト）
- 冰上萬花筒（女性廣播）

2006年
- 怪 〜ayakashi〜 「天守物語」（撫子）
- 死神的歌謠（小堺あやめ）
- 死亡筆記本（新生）
- 光之美少女Splash Star（日向咲）
- 妖怪人間貝羅（立山真琴）

2007年
- 我們這一家（魔法使いA 、女學生、店員 他）
- 蠟筆小新（教練、小直）
- 人造昆虫カブトボーグ V×V（ノリミ #26）
- 麵包超人（ちまきくん、つみき王子）
- D.C.II 〜ダ・カーポII〜（生徒）
- 驅魔少年（テリマ）
- 藍蘭島漂流記（小忍）
- 忍者乱太郎（アヤカ〈第3代〉、茶樓的女孩）
- 女優大試煉（麻井麥）
- 魔人偵探腦嚙涅羅（西田芽衣）

2008年
- D.C.II S.S. 〜ダ・カーポII セカンドシーズン〜（學生）
- 新·安琪莉可（莎莉）
- 新哆啦A夢（女孩子B、小孩子、安雄）
- 波菲的漫長旅程（瑪蒂德）

2009年
- 蠟筆小新（小學生時代的夢冴）

2010年
- 新哆啦A夢（評審、少年B）
- 超元氣三姊妹（店員）

2014年
- 忍者亂太郎（小和尚、女性）

2015年
- 新我們這一家（マコ）
- 蠟筆小新（壁美佳子、家傳政子）

2019年
- Dr.STONE 新石紀（孔雀）

2023年
- 希望之力～成年光之美少女'23～（日向咲[1]）

### 電影動畫
2004年
- 犬夜叉劇場版：紅蓮的蓬萊島（螢）

2006年
- 光之美少女Splash Star滴嗒危機一髮!（日向咲）

2007年
- 蠟筆小新：小白的屁屁炸彈（おねいさんA）

2012年
- 蠟筆小新：我和我的宇宙公主（小孩）

### 網路動畫
- いくぜっ! 源さん（小孩C）

### 遊戲

#### 手機遊戲
2016年
- 東京放學後召喚師（日语：東京放課後サモナーズ） （風間小太郎[2]、加百列[3]、塔洛馬蒂[4]）

2018年
- 東京放學後召喚師（日语：東京放課後サモナーズ） （瑪麗亞[5])

## 外部連結
- 有限公司 悟空 （页面存档备份，存于）的聲優簡歷 （日語）

1. ↑  . Comic Natalie. 2023-06-20  [2023-06-20]. （原始内容存档于2023-06-30） （日语）.
2. ↑  .   [2018-10-13]. （原始内容存档于2020-12-25）.
3. ↑  .   [2018-10-13]. （原始内容存档于2020-11-10）.
4. ↑  .   [2018-10-13]. （原始内容存档于2020-10-26）.
5. ↑  . Lifewonders的官方Twitter. 2017-05-21  [2018-10-13]. （原始内容存档于2021-10-17）.